# Gerald Schwertberger
Gerald Schwertberger (* 1941 in Gresten, Niederösterreich; † 8. Februar 2014) war ein österreichischer Komponist, Jazz-Kontrabassist und Musikpädagoge.

## Leben
Gerald Schwertberger erhielt ersten Klavierunterricht in St. Pölten bei Otto Kral. Im Jahr 1961 hatte er privaten Klavierunterricht bei Erika Dichler-Sedlacek.
Von 1961 bis 1962 studierte er an der Musik und Kunst Privatuniversität der Stadt Wien Kontrabass sowie Klavier und die Einführung in das 12-Ton-Spiel von Joseph Matthias Hauers bei Victor Sokolowski. Parallel dazu absolvierte er ein Lehramtsstudium für Musikpädagogik an der Universität für Musik und darstellende Kunst Wien und studierte Gitarre bei Konrad Ragossnig, Tonsatz bei Herbert Tachezi, Klavier bei Wilhelm Hübner, Blockflöte bei Elisabeth Toncourt, musikalische Volkskunde bei Walter Deutsch, Gesang bei Hans Gillesberger, Musikgeschichte bei Andreas Liess und Einführung in die Musik des 20. Jahrhunderts bei Friedrich Cerha.
Ab dem Jahr 1960 spielte Schwertberger als Jazzmusiker u. a. mit Fritz Pauer, Helmut Plattner, Fatty George, Rudi Wilfer und Albert Mair. Zudem war er mit eigenen Amateurgruppen als Arrangeur und Kontrabassist tätig. Nachdem er in den Jahren von 1966 bis 1977 in Wien als AHS-Lehrer für Deutsch, Musikerziehung, Gitarre, Chor unterrichtete, war er bis zum Jahr 1985 als Subventionslehrer für Musik und Deutsch am Instituto Austriaco-Guatemalteco, Guatemala Ciudad tätig. Durch seine Reisen in die meisten lateinamerikanischen Länder intensivierte er die Beschäftigung mit lateinamerikanischer Musik aller Art.
Nach seiner Rückkehr war Schwertberger bis zum Jahr 2001 Lektor für Deutsch als Fremdsprache im Rahmen des Vorstudienlehrgangs der Wiener Universitäten. und Autor von Lehrbüchern für Musikerziehung.

## Auszeichnungen (Auswahl)
- 1987: 2. Preis beim Wettbewerb „Kinderlied des Jahres“ des Zweiten Deutschen Fernsehens (für Steh mal auf, geh hinaus)
- 2010: 1. Preis und Publikumspreis bei Harmonia Classica[3]
- 2013: Publikumspreis bei Harmonia Classica[3]

## Werke (Auswahl)

### Ensemblemusik
- 8 Mini Trios – Trio für drei Gitarren (1967)[4]
- Happy Hour Sandwich – Duo für Gitarre und Klavier (1990)[4]
- Together – leichte Duos für Violine und Violoncello (2004)[4]
- Hello Kitty! – Variationen über ein französisches Volkslied für Trio mit Gitarre, Violine und Violoncello (2007)[4]
- 3 Stücke für Violine und Gitarre (2008)[4]
- One and One – Duo für Gitarren (2009)[4]
- Zwei zu Eins – Trio für zwei Gitarren und Flöte (2009)[4]
- Drei hübsche Stücke für Flöte und Gitarre – Duo für Flöte (oder Oboe) und Gitarre (2009)[4]
- 7 fetzige Duos – Duo für zwei Violinen (2009)[4]
- Zwei Fragen und eine Antwort – Duo für Gitarre und Klavier (2009–2010)[4]
- In A Garden of Blues – Quartett für zwei Violinen, Viola und Violoncello (2010)[4]
- Happy Music Cello Trios – Trio für Violoncelli (2010)[4]
- Fünf Stücke für Violine, Violoncello und Klavier – Trio (2011)[4]

### Vokalmusik
- Herr, wir kommen – Geistliche Vokalmusik (1969)[4]
- Jugendmesse – für Jugendchor (1969)[4]
- Misa Son – für Kinderchor und Klavier (1982)[4]
- Lateinamerikanische Volkslieder – für 2- bis 3-stimmigen Chor (2010)[4]

### Solomusik
- Die Synkopenfidel – Folk-Country-Music, Ragtimes, Spirituals, Blues und Jazz für Violine[4]
- Taktlosigkeiten – Bekannte Klavierstücke in neuem Gewand für Klavier-Solo (Humor) (2008–2013)[4]
- 7 Akkordeon Häppchen – für Akkordeon solo (2009)[4]